# Oppelo, Arkansas
Oppelo, Arkansas (енгл. Oppelo) град је у америчкој савезној држави Арканзас.

## Демографија
По попису из 2010. године број становника је 781, што је 56 (7,7%) становника више него 2000. године.
| Група             | 2000.       | 2010.       |
| Белци             | 703 (97,0%) | 727 (93,1%) |
| Афроамериканци    | 1 (0,1%)    | 5 (0,6%)    |
| Азијати           | 0 (0,0%)    | 2 (0,3%)    |
| Хиспаноамериканци | 18 (2,5%)   | 29 (3,7%)   |
| Укупно            | 725         | 781         |